# Everett (Massachusetts)

Bevölkerungsentwicklung von Everett bis 2010, basierend auf Daten des United States Census

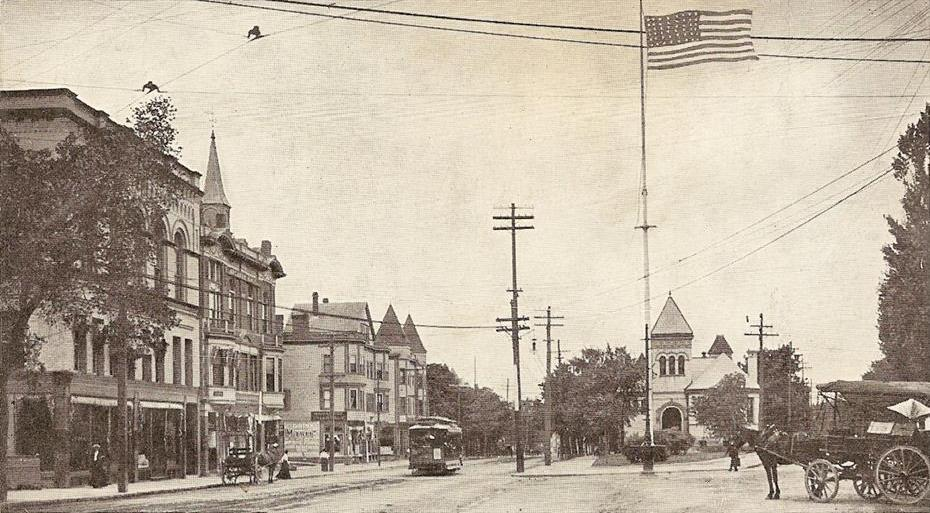
Everett Square, um 1905

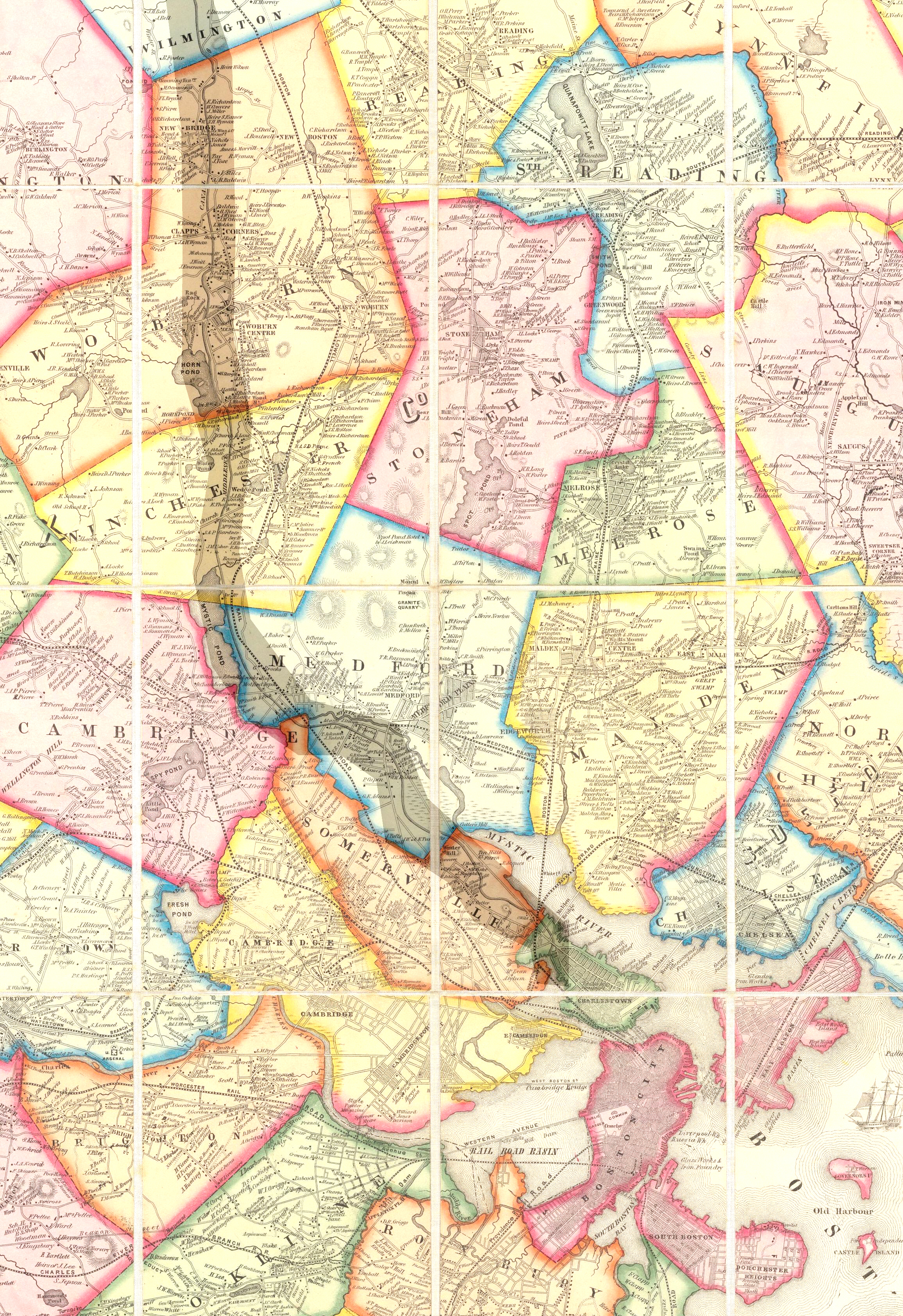
Karte der Umgebung von Boston aus dem Jahr 1852. Sie zeigt das südliche Malden, das später zu Everett wurde.

Everett ist eine Stadt in Middlesex County im Bundesstaat Massachusetts in den Vereinigten Staaten nahe Boston. Die Einwohnerzahl beträgt 49.075 Personen gemäß der Volkszählung 2020. Everett ist die einzige verbliebene Stadt in den USA mit einem Zweikammersystem, das sich aus einem siebenköpfigen Board of Aldermen und einem 18-köpfigen Common Council zusammensetzt.

## Geografie

### Ausdehnung des Stadtgebiets
Nach Angaben des United States Census Bureau besitzt das Stadtgebiet eine Ausdehnung von 9,5 Quadratkilometern (3,7 Quadratmeilen), davon sind 8,8 Quadratkilometer (3,4 Quadratmeilen) Land- und 0,7 Quadratkilometer (0,3 Quadratmeilen) Wasserfläche (entspricht 7,63 % der Gesamtfläche).

### Nachbargemeinden
Im Norden von Everett liegt Malden, Revere im Osten, Chelsea im Südosten, Boston (4,1 Meilen oder 6,6 km entfernt) und der Mystic River im Süden sowie Somerville und Medford im Westen.

## Geschichte
Everett war ursprünglich ein Teil von Charlestown und später Malden. Die Stadt wurde nach dem Politiker und Lehrer Edward Everett benannt. Mit dem Besuch von George Washington in der Stadt wurde der damalige Hospital Hill in George Washington Hill umbenannt.

### Einwohnerentwicklung
| Altersverteilung in Everett im Jahr 2000 | Altersverteilung in Everett im Jahr 2000 | Altersverteilung in Everett im Jahr 2000 | Altersverteilung in Everett im Jahr 2000 | Altersverteilung in Everett im Jahr 2000 |
| ---------------------------------------- | ---------------------------------------- | ---------------------------------------- | ---------------------------------------- | ---------------------------------------- |
|                                          |                                          |                                          |                                          |                                          |
| unter 18 Jahre                           | unter 18 Jahre                           |                                          | 21,6 %                                   | 21,6 %                                   |
| 18 bis 24 Jahre                          | 18 bis 24 Jahre                          |                                          | 8,9 %                                    | 8,9 %                                    |
| 25 bis 44 Jahre                          | 25 bis 44 Jahre                          |                                          | 34,8 %                                   | 34,8 %                                   |
| 45 bis 64 Jahre                          | 45 bis 64 Jahre                          |                                          | 19,9 %                                   | 19,9 %                                   |
| über 65 Jahre                            | über 65 Jahre                            |                                          | 14,7 %                                   | 14,7 %                                   |
|                                          |                                          |                                          |                                          |                                          |

Auf der Basis der Volkszählung im Jahr 2000 hatte Everett 38.037 Einwohner verteilt auf 15.435 Haushalte und 9.554 Familien. Die Bevölkerungsdichte betrug 11.241 Personen pro Quadratmeile bzw. 4.345 Personen pro Quadratkilometer. Es gab 15.908 Wohneinheiten mit einer Dichte von 4.701 Einheiten pro Quadratmeile (1.817 Einheiten pro Quadratkilometer).
Die Bevölkerung der Stadt setzte sich wie folgt zusammen: 79,9 % Weiße, 6,3 % Afroamerikaner, 0,3 % Indigene Amerikaner, 3,2 % Asiaten, 0,1 % Pacific Islander, 5,0 % andere Rassen und 5,4 % zwei oder mehr Rassen. Hispanics und Latinos machten 9,5 % der Bevölkerung aus. Es leben viele Italiener in der Stadt.
27,5 % der Haushalte hatten Kinder unter 18 Jahren, 41,8 % waren verheiratete Paare, 15,2 % der Haushalte wurden von alleinstehenden Frauen geführt und 38,1 % der Haushalte wurden nicht als Familie klassifiziert. In 31,3 % der Haushalte lebten Singles, 11,8 % waren alleinstehende Senioren über 65 Jahre. Die durchschnittliche Größe der Haushalte betrug 2,45 Personen, die durchschnittliche Familiengröße betrug 3,11 Personen.
Die Altersverteilung kann dem Diagramm entnommen werden. Das mittlere Haushaltseinkommen betrug 40.661 US-Dollar, das mittlere Familieneinkommen 49.876 Dollar. Männer hatten ein durchschnittliches Einkommen in Höhe von 36.047 Dollar gegenüber 30.764 Dollar bei Frauen. Das Pro-Kopf-Einkommen der Stadt betrug 19.845 Dollar. 9,2 % der Familien und 11,8 % der Stadtbevölkerung lebten unterhalb der Armutsgrenze, davon 16,9 % im Alter unter 18 Jahren und 10,0 % über 65 Jahre.

## Politik
| Wahlergebnisse vom 15. Oktober 2008 für Everett, Massachusetts | Wahlergebnisse vom 15. Oktober 2008 für Everett, Massachusetts | Wahlergebnisse vom 15. Oktober 2008 für Everett, Massachusetts |
| Partei                                                         | Wählerstimmen                                                  | Anteil                                                         |
| -------------------------------------------------------------- | -------------------------------------------------------------- | -------------------------------------------------------------- |
| Demokraten                                                     | 9.970                                                          | 52,02 %                                                        |
| Unabhängige Parteien                                           | 8.099                                                          | 42,25 %                                                        |
| Republikaner                                                   | 975                                                            | 5,09 %                                                         |
| Kleine Parteien                                                | 123                                                            | 0,64 %                                                         |
| Summe                                                          | 19.167                                                         | 100,00 %                                                       |

Der Stadtrat besteht aus einem Zweikammersystem: Dem Board of Aldermen und dem Common Council.

### Board of Aldermen
Das Board of Aldermen besteht aus sieben Mitgliedern: Jeweils einer stammt aus einem der sechs Wards der Stadt, ein zusätzlicher Alderman wird für die Stadt insgesamt gewählt. Alle Aldermen werden für zwei Jahre gewählt.
Zusätzlich zu ihren Pflichten, die sie gemeinsam mit dem Common Council erfüllen, agieren die Aldermen als die Genehmigungsbehörde der Stadt und geben die notwendigen Lizenzen für alle Gewerbeeinrichtungen in Everett heraus.

### Common Council
Das Common Council besteht aus insgesamt 18 Mitgliedern, wovon jeweils drei aus einem Ward gewählt werden. Das Gremium ist für die meisten Belange der Legislative zuständig.

### Bürgermeister
Der Bürgermeister wird jeweils für zwei Jahre gewählt.

## Kultur und Sehenswürdigkeiten

### Parks
- Glendale Park, Elm St, Everett, MA, 02149

## Wirtschaft und Infrastruktur
Die Distrigas of Massachusetts LLC unterhält zurzeit in Everett ein LNG-Terminal. Dieses belegt eine Fläche von 145.688 Quadratmetern (35 acres) und ist seit 1971 in Betrieb.

## Persönlichkeiten

### Söhne und Töchter der Stadt
- Bill Berglund – Eishockeytorwart
- Belden Bly – Lehrer und Politiker
- Pat Bradley – Basketballspieler und -trainer
- Connor Brickley (* 1992) – Eishockeyspieler
- George Brickley – Baseball-Outfielder
- Edith Bush (1882–1977) – Mathematikerin und Hochschullehrerin
- Vannevar Bush (1890–1974) – Ingenieur
- Walter Tenney Carleton – Geschäftsmann
- Benjamin Castleman – Pathologe
- Arthur Dearborn (1886–1941) – Diskuswerfer
- Jim Del Gaizo – Football-Quarterback
- Louis DeLuca – Geschäftsmann und Politiker
- Omar Easy – Football-Runningback
- Maddy English – Baseballspielerin
- Mike Esposito (1927–2010) – Football-Runningback
- Diamond Ferri – Football-Defensive Back
- Mike Fidler – Eishockeyspieler
- H.R. Gray – Geschäftsmann
- Hub Hart – Baseball-Catcher
- Varty Hart (1922–2007) – Jazz-Saxophonist und Clubbesitzer
- Pat Hughes – Football-Linebacker
- Brian Kelly – Footballtrainer (aus Chelsea, aber geboren im Krankenhaus von Everett)
- William H. Kennedy – Autor und Radiopersönlichkeit
- George Keverian – Politiker
- Arminio Lozzi – Cartoonzeichner, Künstler
- Torbert Macdonald (1917–1976) – Kongressabgeordneter
- A. David Mazzone – Richter
- Paul McCauley – Bergsteiger
- Martin P. Paone – Secretary beim US-Senat
- Mark Pesce – Autor, Forscher und Lehrer
- Ellen Pompeo (* 1969) – Star aus Grey’s Anatomy
- Dan Ross (1957–2006) – Footballspieler
- Dwight Shepler – US-Marineoffizier und Maler
- Joseph Saccardo – US Marine Corporal, beschäftigt beim Ministerium für Innere Sicherheit der Vereinigten Staaten
- Danny Silva – Baseball-Third-Baseman
- Paul L. Smith (1939–2012) – Charakterdarsteller in 12 Uhr nachts – Midnight Express, Dune und Popeye – Der Seemann mit dem harten Schlag
- Steve Strachan – Football-Runningback
- Ramiro Torres – Lokale Radio- und TV-Persönlichkeit für WJMN-FM und NESN
- Sumner G. Whittier (1911–2010), Politiker; Lieutenant Governor of Massachusetts (1953 bis 1957)
- George Russell Callender, Brigadier General, Gründungskommandant des Walter Reed Tropical Medicine Course

## Sonstiges
- Die Stadt ist Drehort des neuen ABC-Piloten zu Boston's Finest.
- Everett war ebenfalls Drehort für den Film Gone Baby Gone – Kein Kinderspiel (2007) mit Ben Affleck als Regisseur.
- Die High School der Stadt wurde für Dreharbeiten an I Hate You, Dad (2012, u. a. mit Adam Sandler) sowie Das Schwergewicht (2012, u. a. mit Kevin James) genutzt.